# 紫斑玉凤花
紫斑玉凤花（学名：Habenaria purpureopunctata）为兰科玉凤花属下的一个种。

## 扩展阅读
- 維基物種上的相關：紫斑玉凤花